# チャバ (装甲車)
チャバ(Csaba）は、第二次世界大戦中にハンガリー陸軍で使用された国産の四輪装甲車である。
“チャバ(Csaba)”とはフン族の王アッティラの息子の名である。

## 開発と生産
ハンガリーからの移民であるニコラス・ストラウスラー（ハンガリー名：シュトラウスレル・ミクローシュ）は、戦間期、イギリスで数種の装甲車を設計した。その後ストラウスラーは、母国ハンガリー軍用の装甲車を彼の設計に基づき製作することを、チェペル／ブダペストのヴァイス・マンフレート社との間で合意した。うち、量産に移されたチャバは、ストラウスラー設計のアルヴィスAC2装甲車の発展型である。
1939年、順調に試験が終了した後、ハンガリー陸軍は「39Mチャバ偵察装甲車（39M Csaba felderítő páncélgépkocsi)」の制式名称で61両を発注、さらに1940年に40両を追加発注した（32両とする資料もある）。2次発注のうち20両は通常型で、残りは無線指揮車として製作された。
通常型の39Mチャバは車体中央の砲塔にゾロトゥルン20mm対戦車ライフルと8mm機関銃を搭載していた。車内にもう1丁の8mm軽機関銃を搭載しており、後部ハッチを通して対空射撃が可能だった。この機銃は、乗員が降車して偵察任務を行う際の携行用でもあった。また、チャバは通常の前部操縦席のほか、後進用の後部操縦席も備えていた。
無線指揮車の40Mチャバは、8mm機銃1丁のみ装備の小型砲塔付きで、通常型のR-4無線機に加え、R-4T無線機を搭載、大型のフレームアンテナを備えていた。

## 参考資料
- Bonhard Attila, Sárhidai Gyula, Winkler László:  A Magyar Királyi Honvédség Fegyverzete, Zrínyi Katonai Kiadó, Budapest, 1992., ISBN 963 327 182 7
- Csaba Becze, Magyar Steel, STRATUS, 2006